# Mineralquelle

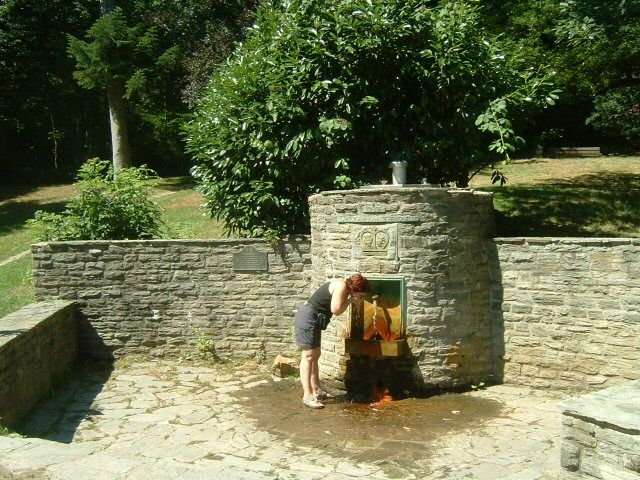
Eine öffentlich zugängige Heilquelle im Quellenpark Kronthal

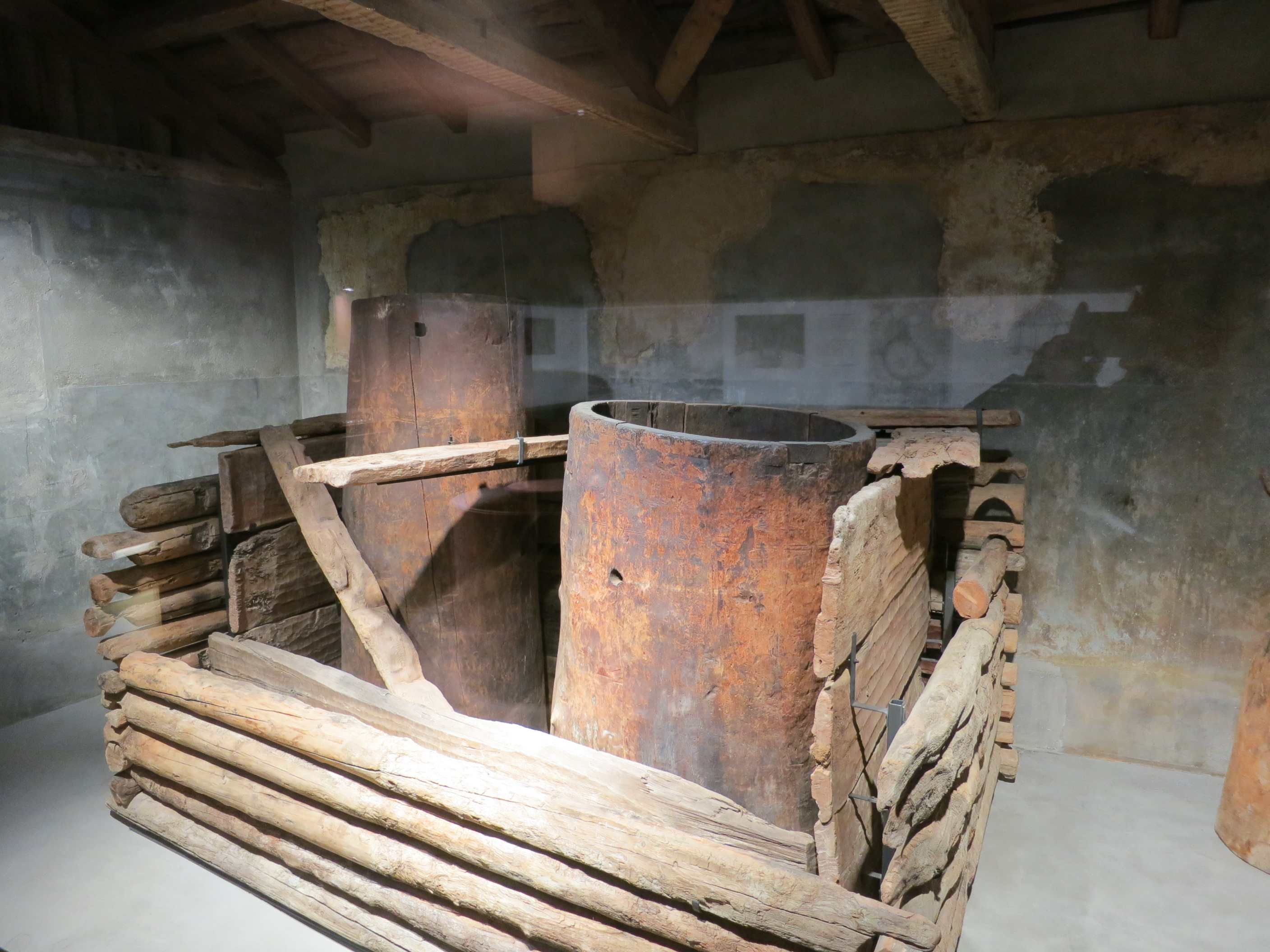
Bronzezeitliche Fassung der Mineralquelle von St. Moritz Bad, seit 2014 dort ausgestellt im Forum Paracelsus

Als Mineralquelle bezeichnet man eine Quelle, die Mineralwasser ergibt. Vom Standpunkt des Geowissenschaftlers ist die Unterscheidung zwischen Mineralquelle und „Quelle“ eine Frage relativ willkürlich festgelegter Grenzwerte der Mineralisation ihrer Wässer. Die Anschauungen darüber haben sich im Verlauf der Geschichte sehr gewandelt. Frühe Aussagen über Mineralwässer und ihre Quellorte finden sich beispielsweise in den Schriften von Jacob Theodor und Martinus Rulandus.

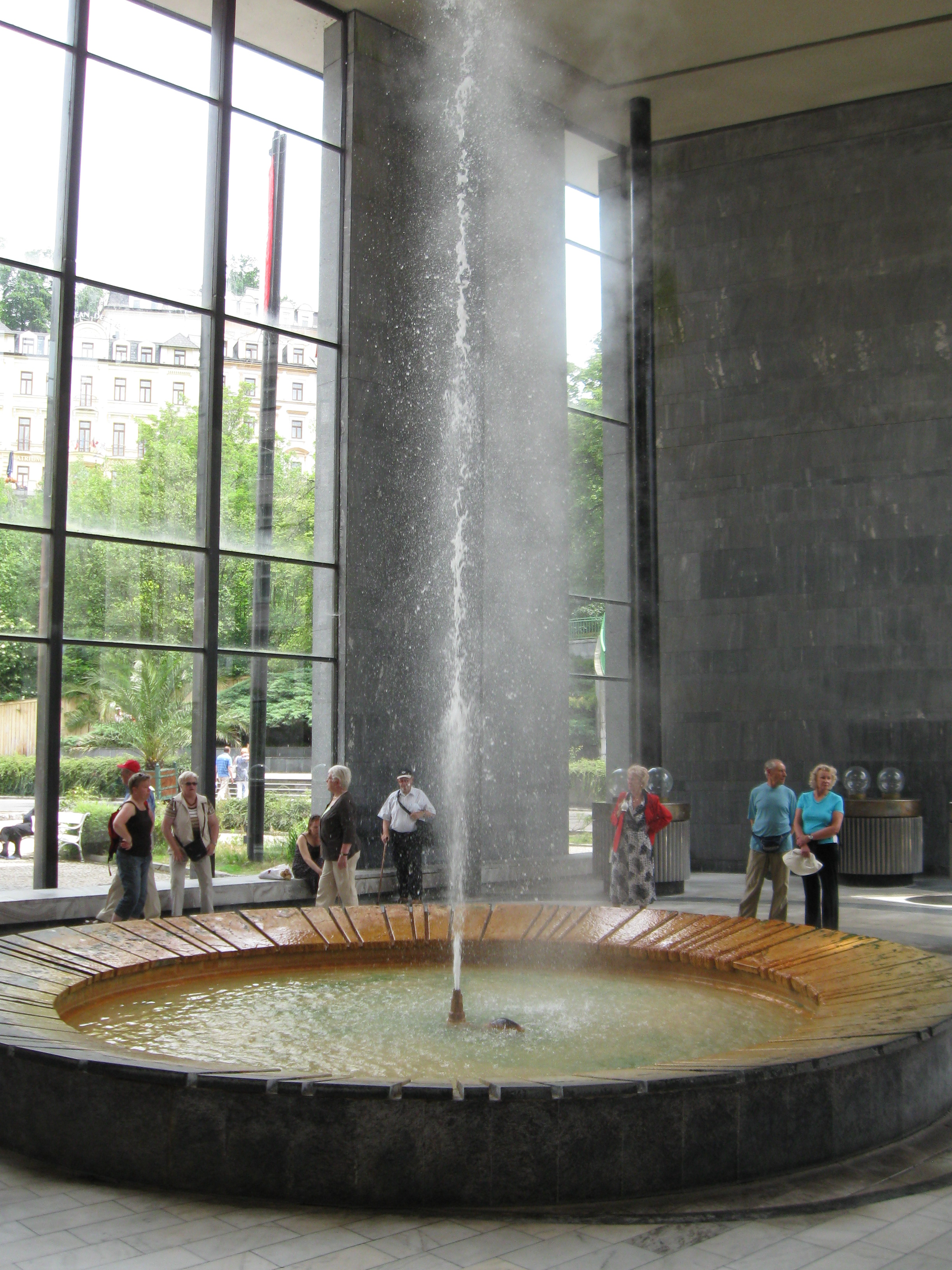
Mineralquelle in Karlsbad

Der Quellaustritt von Mineralwässern erfolgt in einer Spalte des umgebenden Gesteins oder an der Oberseite einer wasserundurchlässigen Schicht im Gestein. In der letzteren Situation können mehrere Mineralquellen nebeneinander auftreten. Deren Austrittsebene wird als Quellhorizont bezeichnet. Voraussetzung für eine Mineralquelle ist, dass das Wasser eine signifikante Menge gelöster Minerale enthält. Diese können aus dem unmittelbar umgebenden Gestein stammen oder wurden über größere Distanzen im Wasser bis zum Austrittsort transportiert.
Mineralquellen sind natürliche oder durch Menschen geschaffene Austrittsorte von besonderen mineralhaltigen Wässern in der Natur. Sie können im ursprünglichen Zustand auftreten oder wurden zum Zwecke ihrer Nutzung durch bauliche Voraussetzungen gefasst. Manche Mineralquellen sind dem Publikumsverkehr zugänglich, andere sind in betriebliche Abläufe eines Mineralwasserbetriebes oder Kurbades eingebunden.
Im Allgemeinen gilt in Deutschland die für die gewerbliche Nutzung solcher Wässer festgelegte Definition der Mineral- und Tafelwasser-Verordnung von 1984. Dies bedeutet, das austretende Grundwasser muss mindestens 1000 mg an gelösten Stoffen oder 250 mg Kohlenstoffdioxid pro Kilogramm Wasser enthalten. In Österreich wird die Frage durch die Quellwasser- und Mineralwasser-Verordnung von 1999 im Rahmen eines staatlichen Anerkennungsverfahrens geregelt. In der Schweiz beruht die Definition nicht auf bestimmten Gehalten an natürlichen gelösten Mineralen. Hier ist nach der Lebensmittel-Verordnung (Art. 279) „natürliches Mineralwasser… mikrobiologisch einwandfreies Wasser, das aus einer oder mehreren natürlichen Quellen oder aus künstlich erschlossenen unterirdischen Wasservorkommen besonders sorgfältig gewonnen wird.“
Auf Grund der hohen Gehalte an gelösten Mineralstoffen spricht man solchen Quellen eine „heilende“ Wirkung zu. Sie werden zu Trink- und Badekuren genutzt.

## Mineralische Bestandteile
Als charakteristische Bestandteile der Wässer von Heilquellen sind beispielsweise aufzuführen:

### Anionen
- Chloride, Bromide, Iodide, Carbonate, Hydrogencarbonate und Sulfate.

### Kationen
- Kalium, Natrium, Magnesium, Calcium, Strontium, Eisen und Mangan,
- Rubidium und Cäsium (als Spurenelemente),
- Lithium, Barium, Aluminium,
- Kupfer, Blei und Zink (in geringer Menge).

Außerdem kommen häufig Kieselsäurekondensate vor, seltener dagegen Fluoride. Phosphorsäure, Salpetersäure, Arsenige Säure, Borsäure, freie Schwefel- und Salzsäure etc. und organische Stoffe finden sich nur in geringer Menge. An Gasen enthalten die Mineralwässer in gelöster oder gasförmiger Form:
- Sauerstoff, Stickstoff, Schwefelwasserstoff oder Kohlenstoffdioxid („Kohlensäure“, oft in sehr großer Menge), in besonderen Fällen das Edelgas Radon.

## Dreese der Vulkaneifel
In der Vulkaneifel werden besonders stark kohlensäurehaltige Mineralquellen mundartlich als „Drees“ bezeichnet. Das Wort kommt von „Dreyse“, der keltischen Bezeichnung für sprudelnde Quelle. Dieses ist verwandt mit dem alten germanischen Wort „Thrais“ für sprudeln oder wirbeln. Unter günstigen geologisch-physikalischen Umständen kann die Quelle periodisch als Kaltwassergeysir ausbrechen, wie z. B. der Wallende Born oder der Geysir Andernach.